# Chambre chinoise
La chambre chinoise est une expérience de pensée imaginée par John Searle vers 1980. Searle se demandait si un programme informatique, si complexe soit-il, serait suffisant pour donner un esprit à un système. Cette expérience de pensée vise à montrer qu'une intelligence artificielle ne peut être qu'une intelligence artificielle faible et ne peut que simuler une conscience, plutôt que de posséder d'authentiques états mentaux de conscience et d'intentionnalité. Elle vise à montrer également que le test de Turing est insuffisant pour déterminer si une intelligence artificielle possède ou non ces états mentaux. Elle a fait l'objet de beaucoup de discussions et de critiques,.

## Principe
Dans cette expérience de pensée, Searle imagine une personne qui n’a aucune connaissance du chinois (en l’occurrence, lui-même) enfermée dans une chambre. On met à disposition de cette personne un catalogue de règles permettant de répondre à des phrases en chinois. Ces règles sont parfaitement claires pour l'opérateur. Leur application se base uniquement sur la syntaxe des phrases. Une phrase d’une certaine forme syntaxique en chinois est corrélée avec une phrase d’une autre forme syntaxique. L'opérateur enfermé dans la chambre reçoit donc des phrases écrites en chinois et, en appliquant les règles dont il dispose, il produit d’autres phrases en chinois qui constituent en fait des réponses à des questions posées par un vrai sinophone situé à l’extérieur de la chambre. Du point de vue du locuteur qui pose les questions, la personne enfermée dans la chambre se comporte comme un individu qui parlerait vraiment chinois. Mais, en l’occurrence, cette dernière n’a aucune compréhension de la signification des phrases en chinois qu’elle transforme. Elle ne fait que suivre des règles prédéterminées.
En poursuivant ironiquement la procédure du test de Turing, test censé démontrer qu'un programme informatique sophistiqué peut être qualifié d'intelligent, Searle imagine que le programme déterminant les réponses qui sont données à l'interlocuteur sinophone devient si sophistiqué, et la personne non sinophone qui répond aux questions devient si habile dans la manipulation des symboles, qu'à la fin de l'expérience, les réponses qu'elle donne aux questions ne peuvent être distinguées de celles que donnerait un vrai locuteur chinois de langue maternelle, bien que, selon Searle, la personne qu'on imagine enfermée dans la chambre ne comprenne toujours pas un mot de chinois.
Cette expérience de pensée suggère qu'il ne suffit pas d'être capable de reproduire exactement les comportements linguistiques d'un locuteur chinois pour parler chinois, car parler le chinois, ou n'importe quelle autre langue, ce n'est pas juste dire les bonnes choses au bon moment, c'est aussi signifier ou vouloir dire ce qu'on dit : un usage maîtrisé du langage se double ainsi d'une conscience du sens de ce qu'on dit (conscience intentionnelle) et la reproduction artificielle, même parfaite, d'un comportement linguistique ne suffit pas à produire une telle conscience.

## Découverte du problème

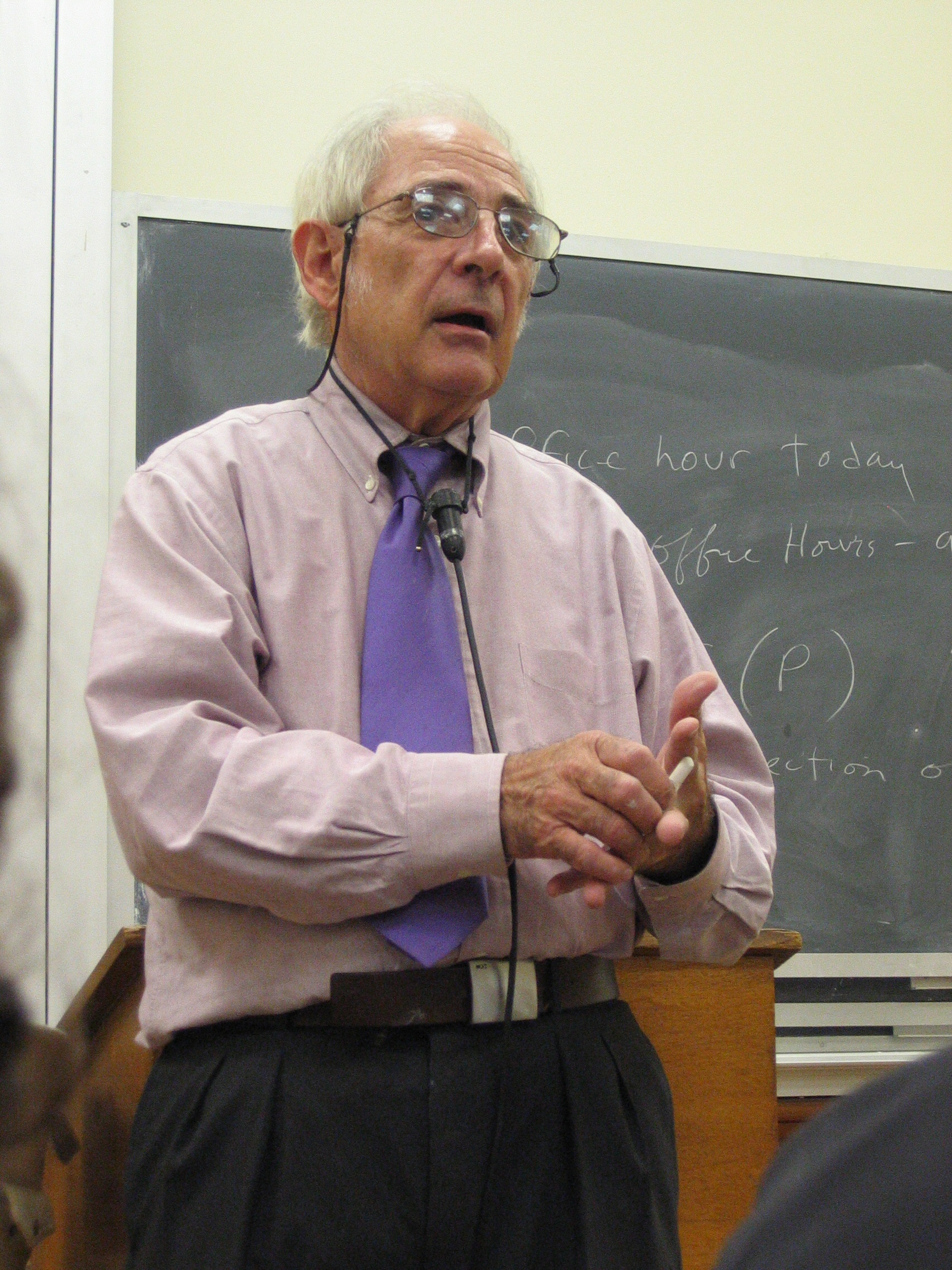
John Searle en décembre 2005.

Searle résume les motivations qui l'ont conduit à concevoir son expérience de pensée de la façon suivante :

« Je ne connaissais rien [en 1971] à l'intelligence artificielle. J'ai acheté un manuel au hasard, dont la démarche argumentative m'a sidéré par sa faiblesse. Je ne savais pas alors que ce livre allait marquer un tournant dans ma vie. Il expliquait comment un ordinateur pouvait comprendre le langage. L'argument était qu'on pouvait raconter une histoire à un ordinateur et qu'il était capable ensuite de répondre à des questions relatives à cette histoire bien que les réponses ne soient pas expressément données dans le récit. L'histoire était la suivante : un homme va au restaurant, commande un hamburger, on lui sert un hamburger carbonisé, l'homme s'en va sans payer. On demande à l'ordinateur : “A-t-il mangé le hamburger ?”. Il répond par la négative. Les auteurs étaient très contents de ce résultat, qui était censé prouver que l'ordinateur possédait les mêmes capacités de compréhension que nous. C'est à ce moment-là que j'ai conçu l'argument de la chambre chinoise. »

## Un argument contre les conceptions fonctionnalistes de l'esprit
Avec cette expérience de pensée, Searle s'oppose à ce qu'il appelle l'hypothèse de l'intelligence artificielle « forte », qu'il définit comme la possibilité qu'un programme informatique puisse suffire à engendrer une conscience ou une compréhension authentique. Le terme « conscience » fait ici référence au problème difficile de la conscience, c'est-à-dire à la sentience. Selon lui, même si une machine peut simuler un comportement intelligent, elle ne possède pas pour autant une conscience ou une intentionnalité réelle. L'expérience de pensée se limite aux ordinateurs exécutant des programmes numériques, et ne s'applique pas aux machines en général.
Searle propose quatre axiomes :
1. Les programmes informatiques sont des systèmes formels dont la structure est dite « syntaxique » ;
2. Les esprits humains possèdent des états et contenus mentaux à caractère « sémantique » ;
3. La syntaxe n'est ni constitutive, ni suffisante à la sémantique ;
4. Les cerveaux produisent l'esprit.

Le but de l'expérience de pensée de la chambre chinoise est de convaincre intuitivement que l'axiome 3 est correct, les autres étant de son point de vue plus évidents. Le quatrième ne dit pas que seuls les cerveaux produisent l'esprit, mais indique qu'un système capable de produire un esprit doit être indiscernable du fonctionnement d'un cerveau. Selon Searle, si on accepte les trois premiers axiomes, alors il s'ensuit que les programmes informatiques ne sont pas suffisants pour produire un esprit. Du quatrième axiome, il conclut que pour avoir un esprit, un système doit avoir des « capacités causales » au moins équivalentes à celles du cerveau. Les axiomes sont controversés, notamment la distinction entre syntaxe et sémantique.
Plus largement, Searle s'oppose aux conceptions computationnalistes et fonctionnalistes de l'esprit. Selon les computationalistes, la sentience émerge de certains types de traitement de l'information. Le fonctionalisme est une position plus générale, qui inclut le computationalisme. Selon les fonctionnalistes, les états mentaux sont définis par leurs rôles fonctionnels plutôt que par leur constitution physique. Pour les fonctionnalistes, ce qui importe, c'est la manière dont les états mentaux interagissent entre eux ainsi qu'avec les entrées et les sorties, et non le matériau spécifique du système réalisant ces fonctions. Dans la version computationnaliste du fonctionnalisme, une production de pensée est même parfaitement envisageable avec un programme informatique approprié. Or, l'expérience de la chambre chinoise suggère qu'un système peut reproduire la fonctionnalité de la compréhension du chinois sans pour autant faire l'expérience subjective de cette compréhension. Bien qu'indiscernable fonctionnellement, la chambre chinoise est supposée manquer cette expérience subjective.

## Objections
Une objection fréquemment avancée à l’encontre de l’argument de la chambre chinoise est celle que Searle a nommée, par anticipation, « la réponse du système »,. Selon celle-ci, le système dont fait partie la personne qui suit les instructions du manuel comprend le chinois, en dépit du fait que la personne ne comprend pas cette langue. Dans le système que constitue la chambre chinoise, la personne joue alors le rôle de l’unité centrale (ou processeur) d’un ordinateur. Mais le processeur n’est que l’une des nombreuses composantes d’un ordinateur. Dans le cas d’un ordinateur suffisamment sophistiqué pour penser, ce n’est pas le processeur pris isolément qui pense mais plutôt l’ensemble du système dont il fait partie, car c’est le système tout entier qui permet de fournir les réponses appropriées.
Searle n'admet pas cette objection qui implique l’idée, absurde selon lui, d'existence d'une conscience de la chambre chinoise autre que la conscience de la personne qui fournit les réponses, contredisant le présupposé que cette personne est le seul être conscient de la chambre.
Zenon Pylyshyn (en) souligne pour sa part la vacuité de la notion d'intentionnalité, ou de « pouvoirs causaux » du cerveau, mis en avant par Searle pour différencier une authentique compréhension, de l'apparente compréhension d'une chambre chinoise. Pour illustrer ce problème, il imagine de remplacer, petit à petit, dans un cerveau humain, les cellules cérébrales par des équivalents électroniques ayant exactement les mêmes propriétés. La personne continuerait à discuter et à posséder la même compréhension apparente, mais, selon les conceptions de Searle, perdrait petit à petit la faculté de véritable compréhension. Mais la position de Searle n'explique pas clairement à quel moment, pourquoi et en quoi la faculté de compréhension de la personne a changé.
Une autre objection, développée en particulier par Douglas Hofstadter[source insuffisante], vient de la linguistique (par exemple de la sémiologie, ou de l'étude de la fonction perlocutoire) et affirme que l'expérience de pensée de Searle est en fait impossible, car on ne peut produire des réponses adaptées à l'aide de seules règles syntaxiques. La quantité de dialogues possibles est infinie et une connaissance du monde est nécessaire, par exemple en anglais pour distinguer correctement les fonctions grammaticales dans l'exemple « Time flies like an arrow; fruit flies like a banana ».
Par ailleurs, Alan Turing, dès l'article où il décrit pour la première fois son test d'intelligence, avait démontré par calcul que même la version la plus incompressible de ce catalogue de règles syntaxiques serait d'une telle longueur que sa création est hors de portée de toute intelligence déjà constituée, ou tout du moins humaine. C'est cette objection, certes d'ordre technique plutôt que philosophique, qui a amené Alan Turing à supposer son test d'intelligence suffisant, puisque d'après cette hypothèse, on ne peut pas mimer une intelligence autrement que par une autre intelligence.
Également, Searle s'appuie sur l'intuition pour sa démonstration et non sur la preuve, en se demandant où est l'esprit dans la pièce. Mais cet argument fonctionne aussi dans le cas du cerveau : où est l'esprit dans cette collection de cellules fonctionnant en aveugle selon les lois de la biochimie ?